# Campioni italiani assoluti di atletica leggera indoor - Salto in alto maschile
Questa pagina raccoglie un elenco di tutti i campioni italiani dell'atletica leggera nel salto in alto indoor, specialità introdotta ai campionati italiani assoluti di atletica leggera indoor sin dalla prima edizione del 1970 e attualmente ancora parte del programma della manifestazione.

## Albo d'oro
| Anno | Atleta (società)                                      | Prestazione |
| ---- | ----------------------------------------------------- | ----------- |
| 1970 | Erminio Azzaro Lilion SNIA Milano                     | 2,11 m      |
| 1971 | Erminio Azzaro Lilion SNIA Milano                     | 2,14 m      |
| 1972 | Gian Marco Schivo Alco Rieti                          | 2,14 m      |
| 1973 | Enzo Del Forno Libertas Udine                         | 2,13 m      |
| 1974 | Enzo Del Forno Libertas Udine                         | 2,20 m      |
| 1975 | Kjannsr Wrzosek Polonia                               | 2,14 m      |
| 1976 | Francisco Morillas Spagna                             | 2,21 m      |
| 1977 | Guy Moreau Belgio                                     | 2,18 m      |
| 1978 | Massimo Di Giorgio Gruppo Sportivo Fiamme Oro         | 2,22 m      |
| 1979 | Massimo Di Giorgio Gruppo Sportivo Fiamme Oro         | 2,23 m      |
| 1980 | Massimo Tamberi Pro Patria AZ Verde Milano            | 2,25 m      |
| 1981 | Danijal Temin Jugoslavia                              | 2,21 m      |
| 1982 | Massimo Di Giorgio Gruppo Sportivo Fiamme Oro         | 2,24 m      |
| 1983 | Massimo Di Giorgio Pro Patria Pierrel Milano          | 2,23 m      |
| 1984 | Gianni Davito Unione Giovane Biella                   | 2,23 m      |
| 1985 | Giampiero Palomba CUS Genova                          | 2,23 m      |
| 1986 | Gianni Davito CUS Torino                              | 2,23 m      |
| 1987 | Carlo Thränhardt Germania Ovest                       | 2,24 m      |
| 1988 | Daniele Pagani Gruppo Sportivo Fiamme Oro             | 2,26 m      |
| 1989 | Marcello Benvenuti Centro Sportivo Carabinieri        | 2,21 m      |
| 1990 | Gianni Davito CUS Torino                              | 2,21 m      |
| 1991 | Gianni Davito CUS Torino                              | 2,21 m      |
| 1992 | Marcello Benvenuti Centro Sportivo Carabinieri        | 2,21 m      |
| 1993 | Roberto Ferrari Gruppi Sportivi Fiamme Gialle         | 2,28 m      |
| 1994 | Fabrizio Borellini Gruppo Sportivo Fiamme Azzurre     | 2,18 m      |
| 1995 | Ettore Ceresoli Gruppi Sportivi Fiamme Gialle         | 2,27 m      |
| 1996 | Luca Zampieri Centro Sportivo Carabinieri             | 2,22 m      |
| 1997 | Alessandro Canale Snam                                | 2,22 m      |
| 1998 | Igor Cavalleri Gruppo Sportivo Fiamme Oro             | 2,22 m      |
| 1999 | Giulio Ciotti Gruppo Sportivo Fiamme Azzurre          | 2,24 m      |
| 2000 | Ivan Bernasconi Gruppo Sportivo Fiamme Oro            | 2,24 m      |
| 2001 | Giulio Ciotti Gruppo Sportivo Fiamme Azzurre          | 2,24 m      |
| 2002 | Nicola Ciotti Centro Sportivo Carabinieri             | 2,30 m      |
| 2003 | Andrea Bettinelli Gruppi Sportivi Fiamme Gialle       | 2,28 m      |
| 2004 | Andrea Bettinelli Gruppi Sportivi Fiamme Gialle       | 2,24 m      |
| 2005 | Nicola Ciotti Centro Sportivo Carabinieri             | 2,28 m      |
| 2006 | Nicola Ciotti Centro Sportivo Carabinieri             | 2,25 m      |
| 2007 | Andrea Bettinelli Gruppi Sportivi Fiamme Gialle       | 2,29 m      |
| 2008 | Filippo Campioli Centro Sportivo Esercito             | 2,26 m      |
| 2009 | Nicola Ciotti Centro Sportivo Carabinieri             | 2,27 m      |
| 2010 | Giulio Ciotti Gruppo Sportivo Fiamme Azzurre          | 2,24 m      |
| 2011 | Nicola Ciotti Centro Sportivo Carabinieri             | 2,25 m      |
| 2012 | Silvano Chesani Gruppo Sportivo Fiamme Oro            | 2,31 m      |
| 2013 | Silvano Chesani Gruppo Sportivo Fiamme Oro            | 2,33 m      |
| 2014 | Marco Fassinotti Centro Sportivo Aeronautica Militare | 2,34 m      |
| 2015 | Silvano Chesani Gruppo Sportivo Fiamme Oro            | 2,29 m      |
| 2016 | Gianmarco Tamberi Gruppi Sportivi Fiamme Gialle       | 2,36 m      |
| 2017 | Silvano Chesani Gruppo Sportivo Fiamme Oro            | 2,25 m      |
| 2018 | Stefano Sottile Gruppo Sportivo Fiamme Azzurre        | 2,24 m      |
| 2019 | Gianmarco Tamberi Gruppi Sportivi Fiamme Gialle       | 2,32 m      |
| 2020 | Marco Fassinotti Centro Sportivo Aeronautica Militare | 2,20 m      |
| 2021 | Gianmarco Tamberi ATL-Etica San Vendemiano            | 2,35 m      |
| 2022 | Christian Falocchi Gruppo Sportivo Fiamme Oro         | 2,21 m      |
| 2023 | Stefano Sottile Gruppo Sportivo Fiamme Azzurre        | 2,26 m      |